# Emperador Gaozong de Tang
Emperador Gaozong (xinès: 高宗; pinyin: Gāozōng) (628 - 683) tercer emperador de la Dinastia Tang. Va regnar entre els anys 649 i 683, tot i que a partir de l'any 665 gran part del poder estava en mans de la seva segona esposa l'emperadriu Wu Zetian.

## Biografia
Li Zhi va néixer el 21 de juliol del 628. Era el novè fill de l'emperador Taizong, i el tercer de Zhangsun, l'emperadriu Wende, l'esposa de l'emperador Taizong. Va regnar amb el nom d'Emperador Gaozong. Va tenir dues dones, l'emperadriu Wang i l'emperadriu Wu Zetian, i almenys van tenir vuit fills.
Va morir el 27 de desembre de l 683. El va succeir el seu fill Li Xian que va regnar amb el nom d'Emperador Zhongzong. La seva tomba es troba a el Mausuleu Qianling, comtat de Qian, a la província de Shaanxi.

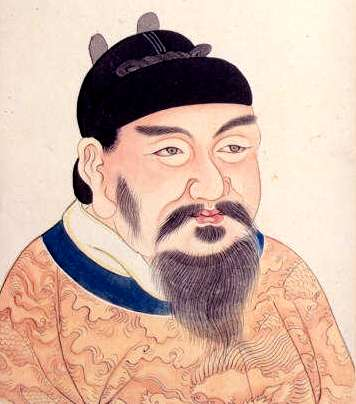
Emperador Gaozong

### L'emperadriu Wu Zetian
Inicialment Gaozong va actuar amb plenes facultats, però l'any 660 va sofrir una apoplexia i la resta del seu regnat va estar totalment influenciat per l'emperadriu Wu Zetian, que no només va exercir una forta influència sobre les decisions de l'emperador, sinó que de forma dissimulada assistia a totes les reunions i els consells del govern imperial.
L'emperador va delegar tots els assumptes d'estat a la seva dona i després de morir el 683, el poder va caure completament en mans de l'emperadriu Wu, que posteriorment es va convertir en l'única emperadriu regnant de la Xina.

### Expansió territorial
El pare i l'avi de Gaozaong, els emperadors Gaozu i Taizong ja havien iniciat una important expansió territorial. Els seus exèrcits, a partir del 626 van realitzar una de les més grans expansions de la història de la Xina, amb victòries sobre els turcs orientals i els turcs occidentals, van aïllar als turcs uigurs a la Mongòlia Oriental, i engrandí el territori fins al Turfan. També van crear circumscripcions a varies ciutats de l'actual Uzbekistan, com Samarcanda, Bukharà i Taixkent.
L'any 648 el general Wang Xuance, amb tropes nepalis i tibetanes va arribar fins a la zona de Patna a l'Índia del Nord i al voltant de l'any 660, la Manxúria i quasi tota la península coreana van passar al control dels Tang.
El prestigi de la Dinastia Tang va arribar a ser molt gran a l'Àsia i països o estats com Txampa, i el Regne de Zhenla van reconèixer el senyoratge de la Xina. A la Península de Corea, els Tang van sotmetre els regnes de Koguryö i de Silla, amb l'establiment d'una prefectura.
L'any 670 sota el mandat de Gaozong, Luoyang va ser declarada capital permanent de la part de l'est del país, amb la justificació de que tenia millors comunicacions amb la resta del territori que Chang’an (l'actual Xi’an).

### El Codi Legal
Des del Període dels Regnes Combatents, les dinasties xineses van promulgar codis legals que d'alguna forma constituïen el marc d'actuació de l'emperador i dels respectius governs. Els continguts abastaven temes legals, penals, administratius i comercials. El pare de Gaozong ja va reelaborar el codi dels Tang, especialment en temes relacionats amb els càstigs corporals i la pena de mort. Per la seva part, Gaozong va fer una altra revisió afegint normes sobre la formació legal dels funcionaris i del seu comportament durant els judicis.

### Gaozong i la religió
Gaozong va mostrar preferències pel taoisme que va impulsar amb la creació des del govern de monestirs en més de 300 prefectures i imposant el “Daodejing” en els exàmens oficials. Malgrat això l'Estat fomentava l'erudició en base els principis confucians i l'emperador també va proclamar un edicte imperial pel qual es reconeixia i tolerava el nestorianisme. Durant els dos-cents anys següents el nestorianisme es va continuar estenent per la Xina fins que l'emperador Wuzong va publicar un nou edicte imperial pel qual es prohibien tant el nestorianisme com el budisme.
El 1625 es va descobrir l'Estela nestoriana, que descriu la presència de comunitats cristianes en diverses ciutats del nord de la Xina. Es una estela epigràfica erigida el 781 durant el regnat de l'emperador Dezong. El jesuïta portuguès Álvaro Semedo va ser el primer europeu que va visitar l'estela en algun moment entre 1625 i 1628. El jesuïta francès Nicolas Trigault va traduir el contingut al llatí i l'alemany Athanasius Kircher va publicar els originals en xinès i siríac al costat de la versió en llatí.
A parir de fonts islàmiques es creu que durant els primers anys del mandat de Gaozong (amb el nom d'era de Yonghui) després de la visita que va fer Sa`d ibn Abi -Waqqàs company de Mahoma, a la cort imperial, es van construir les primeres mesquites, Segons aquestes fonts,l'emperador havia respectat els ensenyaments de l'islam, acceptant que eren compatibles amb el confucianisme, i va oferir la construcció de la mesquita com a signe d'admiració.: malgrat això el propi emperador no es va convertir, ja que considerava que l'islam era massa restrictiu. Però, segons aquestes fonts, no va impedir que Sa`d i els seus companys difonessin els ensenyaments a tota la regió. Aquestes fonts, però, no van ser corroborades pels registres xinesos.
En temes de religió l'emperadriu Wu Zetian, a diferència de l'emperador, va potenciar el budisme amb la construcció de temples en totes les províncies.